# رمثا
شهر رمثا (به عربی: الرمثا) در استان اربد در کشور اردن واقع شده‌است. جمعیت این شهر ۷۱٫۴۳۳ نفر است.